# Røsnæs
Røsnæs ou Refsnæs est une péninsule du Danemark située au nord-ouest de Seeland, entre le fjord de Kalundborg et la baie de Sejerø.
La pointe de la péninsule, avec le phare de Røsnæs, est le point le plus occidental de Seeland. Au sud de Røsnæs, le fjord se jette dans le port de Kalundborg. Le fjord est délimité au sud par Asnæs, un autre isthme.
Au milieu de la péninsule se trouve le village d’Ulstrup.
Røsnæsgården a été acheté par l’État en 1964 pour rendre la région plus accessible à la population. Sa superficie est de 200 ha. Il y a, entre autres, un camping nature. À Skanseskoven, sur le côté nord de la péninsule, il y a une riche vie d’oiseaux, et c’est un lieu de repos populaire pour les oiseaux migrateurs.
À Røsnæs se trouvait l’hôpital côtier de Refsnæs, qui est aujourd’hui le Synscenter Refsnæs.

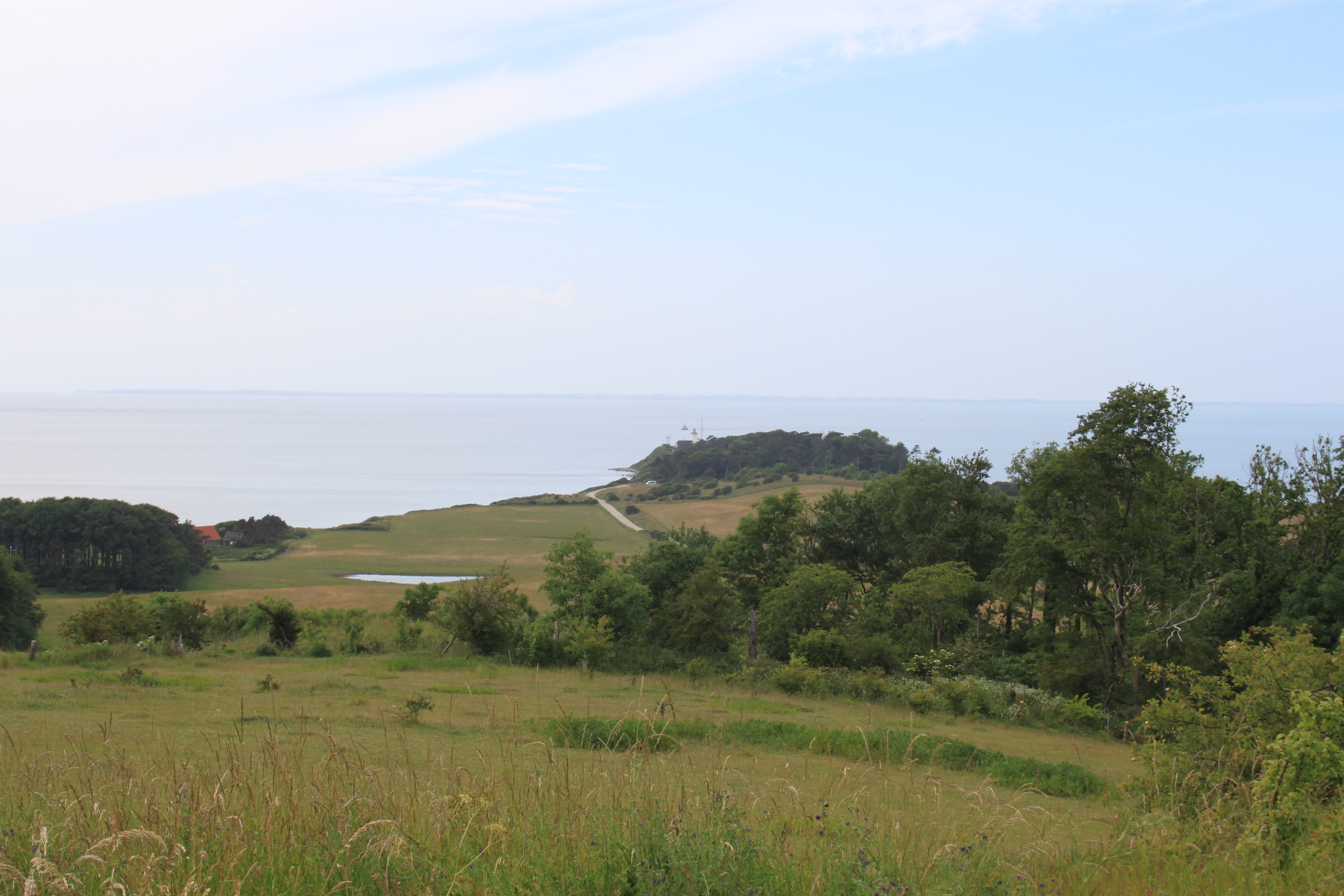
La pointe de Røsnæs vue de Vågehøj
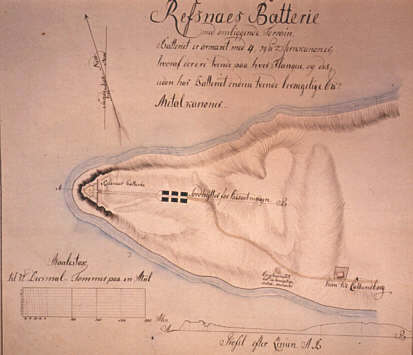
Carte de 1808 de la redoute à la pointe de la presqu’île
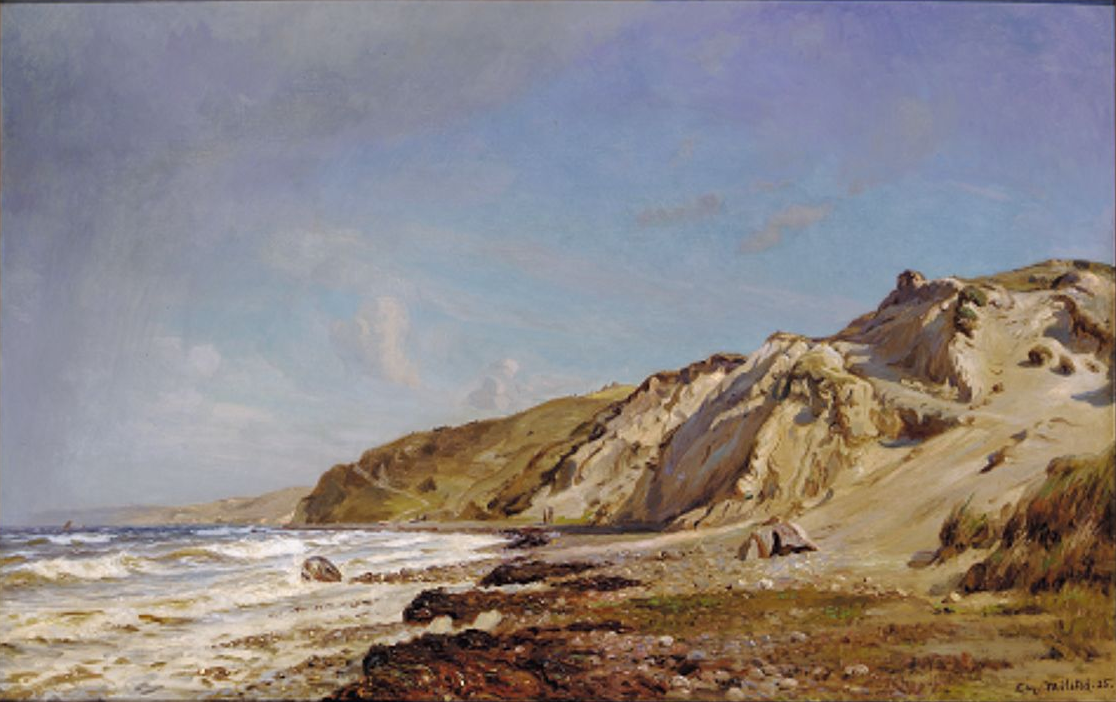
Peinture de Christian Mølsted de la falaise de Nostrup
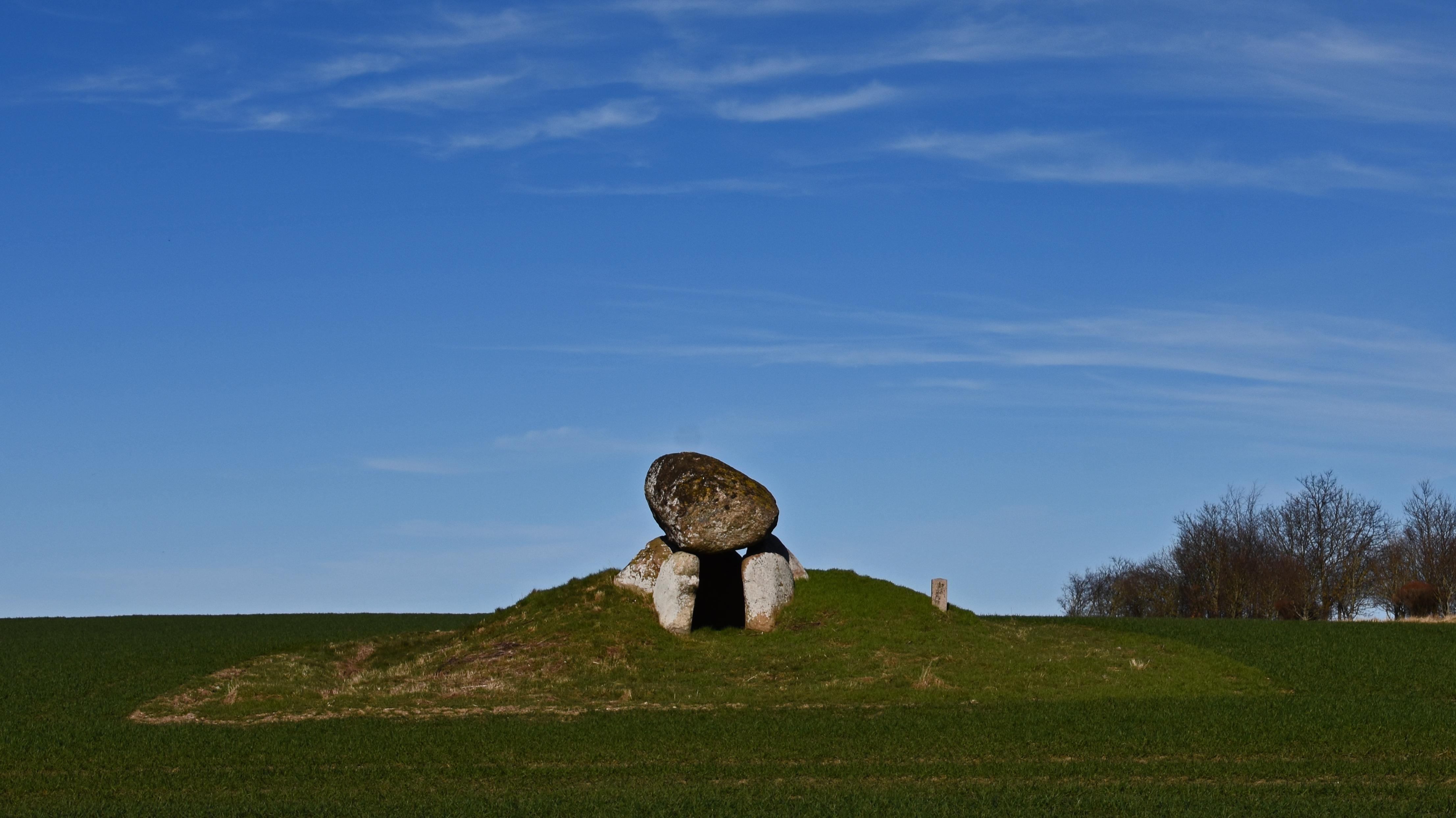
Dolmen du roi Harald à Kongstrup
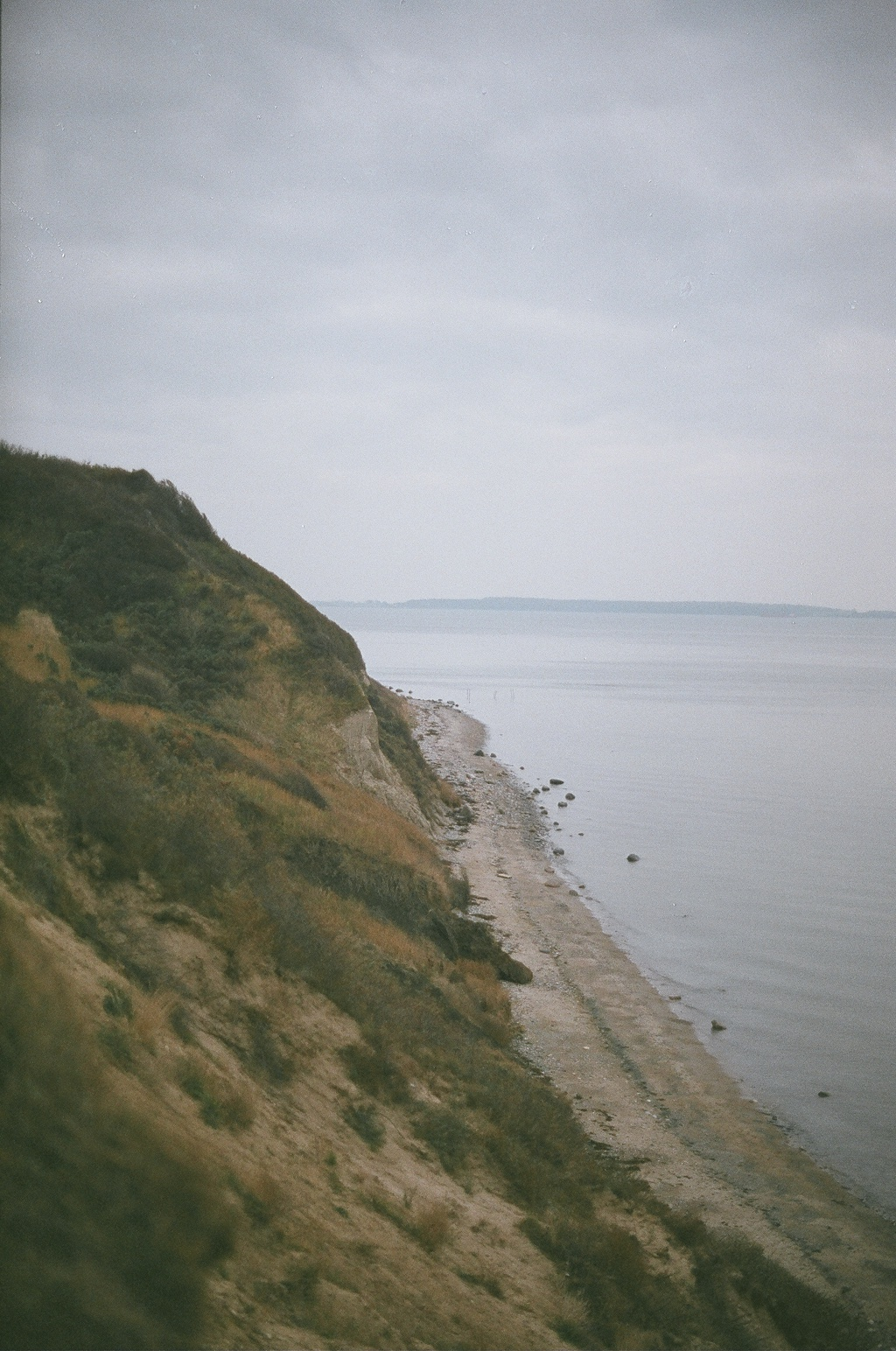
Kongstrup Klint